# Universidad Nacional de Chimborazo
La Universidad Nacional de Chimborazo (UNACH) es una universidad pública de Ecuador ubicada en la provincia del Chimborazo, cuya sede se encuentra en la ciudad de Riobamba. Fue creada el 31 de agosto de 1995 por decreto legislativo.

## Misión y visión
Misión
Crear, desarrollar, transferir y difundir el conocimiento, los saberes y la cultura a través de la aplicación de procesos de formación académica, investigación y vinculación; bajo principios de pertinencia, integralidad, interculturalidad, equidad, preservación del ambiente, fortaleciendo el talento humano, para la construcción de una mejor sociedad.
Visión
Ser la institución de educación superior líder de la Zona 3 del Ecuador, con reconocimiento nacional y proyección Internacional.

## Historia
En el año 1969 en la ciudad de Riobamba, varios ciudadanos conformaron el denominado “Comité pro constitución de la Universidad”, mismo que efectuó gestiones frente al Gobierno Central del Ecuador y universidades existentes en la época, sobre la necesidad de contar con la presencia de una institución de educación superior en la ciudad. La Universidad Central del Ecuador (UCE), el 7 de octubre de 1969 resolvió crear en Riobamba una extensión de la Facultad de Filosofía, Letras y Ciencias de la Educación, en atención a tal pedido.
La Extensión Universitaria, contó con el apoyo de reconocidos colegios de la época Pedro Vicente Maldonado y Riobamba, instituciones que prestaron sus instalaciones para su funcionamiento. Posteriormente, el edificio del ex Seminario Menor La Dolorosa fue entregado mediante una venta simbólica por parte de la Curia a la UCE, predio que, en virtud de la Ley n.º 98 del 31 de agosto de 1995, con la cual se crea la Universidad Nacional de Chimborazo (UNACH), pasa a formar parte de su patrimonio. El 19 de junio de 1996 la UNACH obtuvo el reconocimiento del CONESUP y en el año 1997 contaba con 80 profesores, 1342 alumnos y 31 empleados.
En 2014, Riobamba fue declarada “Ciudad Universitaria”, en reconocimiento al trabajo, influencia y desarrollo, generados por sus instituciones de educación superior. La Universidad Nacional de Chimborazo, como parte de este proceso, promueve la internacionalización de la cultura, la producción científica y económica de su sede, al año 2019, cuenta con 31 carreras universitarias en 4 facultades y existen más de 9541 alumnos y 679 profesores.
En el año 2020, la Universidad Nacional de Chimborazo se encuentra acreditada nacional CACES e internacionalmente.

## Campus
UNACH Campus Norte
Ubicado en la avenida Antonio José de Sucre, km 1 ½, vía Riobamba – Guano, es el campus más extenso de la Universidad Nacional de Chimborazo, en él funcionan tres de las cuatro facultades de la institución, además de las oficinas administrativas de rectorado, Vicerrectorado Académico, Vicerrectorado Administrativo, direcciones y departamentos de apoyo a los procesos de gestión.
UNACH Campus La Dolorosa

Levantamiento fotogramétrico UNACH - Campus Norte "Edison Riera"

Es el campus histórico de la universidad, ubicado en la avenida Eloy Alfaro y 10 de Agosto. Antiguamente fue un seminario de formación de religiosos, el cual se recibió en calidad de donación por monseñor Leonidas Proaño, obispo de Riobamba. Funciona en este campus la Facultad de Ciencias de la Educación, Humanas y Tecnologías, el Vicerrectorado de Posgrado e Investigación y sus direcciones.
UNACH Campus Centro
Ubicado en las calles Duchicela y Procesa Toa. En él funcionan las carreras de Arquitectura y Odontología, así como una oficina de atención de la Asamblea Nacional de Ecuador. Este campus tiene una de las edificaciones históricas más bellas de Riobamba, denominada “Casona Universitaria”, un edificio de principios del siglo XX.
UNACH Campus Guano
Es uno de los proyectos a futuro, con los que cuenta la Universidad Nacional de Chimborazo para ampliar sus espacios de estudio y experimentación. En un plan masa se tiene planificado la construcción de dos edificios de 8 pisos con subsuelo. Además de un parqueadero para 200 vehículos, áreas verdes, cancha sintética, canchas de uso múltiple y un bioterio (lugar donde se crían y controlan animales de laboratorio utilizados como reactivos biológicos en protocolos experimentales). En la actualidad, la UNACH cuenta con un lote de 2 hectáreas con cerramiento.

## Facultades y carreras
La UNACH oferta en 2018 treinta y un carreras, las cuales son parte de cuatro facultades, y cuentan además con el apoyo de dos centros.

### Facultad de Ciencias de la Educación, Humanas y Tecnologías
La Facultad de Ciencias de la Educación Humanas y Tecnologías es una unidad académica, en la que se realiza: docencia, investigación, extensión y gestión universitarias, orientadas a formar profesionales, con los conocimientos necesarios para conocer, analizar, interpretar y proponer soluciones a los problemas del inter-aprendizaje y otros, a través de una actividad pedagógica, didáctica y metodológica innovadora en el proceso del quehacer cultural.

Revista científica: Revista de Ciencias Sociales y Humanidades CHAKIÑAN. ISSN: 2550-6722.
Carreras: 12 carreras
Objetivo: Formar educadores
Carreras de la Facultad de Ciencias de la Educación Humanas y Tecnologías
| CARRERA                                                       | TITULO QUE OFERTA                                                |
| ------------------------------------------------------------- | ---------------------------------------------------------------- |
| Diseño Gráfico                                                | Licenciado/a en Diseño Gráfico                                   |
| Pedagogía de la Historia y las Ciencias Sociales              | Licenciado/a en Pedagogía de la Historia y las Ciencias Sociales |
| Pedagogía de las Ciencias Experimentales-Matemáticas y Física | Licenciado/a en Pedagogía de las Matemáticas y la Física         |
| Pedagogía de las Ciencias Experimentales-Informática          | Licenciado en Pedagogía de la Informática                        |
| Pedagogía de las Ciencias Experimentales-Química y Biología   | Licenciado/a en Pedagogía de la Química y Biología               |
| Pedagogía de las Artes y las Humanidades                      | Licenciado/a en Pedagogía de las Artes                           |
| Pedagogía de los Idiomas Nacionales y Extranjeros             | Licenciado/a en Pedagogía del Idioma                             |
| Educación Básica                                              | Licenciado/a en Ciencias de la Educación Básica                  |
| Educación Inicial                                             | Licenciado/a en Ciencias de la Educación Inicial                 |
| Pedagogía de la Lengua y la Literatura                        | Licenciado/a en Pedagogía de la Lengua y Literatura              |
| Psicopedagogía                                                | Licenciado/a en Psicopedagogía                                   |
| Pedagogía de la Actividad Física y Deporte                    | Licenciado/a en Pedagogía de la Actividad Física y Deporte       |

### Facultad de Ingeniería
La Facultad de Ingeniería desarrolla procesos de gestión administrativa, académica, investigativa y de vinculación con la sociedad, formando profesionales humanistas, innovadores y emprendedores que contribuyen a la solución de los problemas del país; ofreciendo servicios educativos de calidad, capacitación permanente del personal, asignación de recursos para el sistema de gestión, desarrollando proyectos fundamentados en la ciencia, tecnología, cultura y ética.

Revista científica: Revista Digital de Ciencia, Ingeniería y Tecnología NOVASINERGIA. ISSN: 2631-2654.
Carreras: 7 carreras
Objetivo: Formar ingenieros
| CARRERA                                     | TITULO QUE OFERTA                            |
| ------------------------------------------- | -------------------------------------------- |
| Ingeniería en Telecomunicaciones            | Ingeniero/a en Telecomunicaciones            |
| Ingeniería Ambiental                        | Ingeniero/a Ambiental                        |
| Ingeniería Industrial                       | Ingeniero/a Industrial                       |
| Ingeniería Civil                            | Ingeniero/a Civil                            |
| Ingeniería en Tecnologías de la Información | Ingeniero/a en Tecnologías de la Información |
| Ingeniería Agroindustrial                   | Ingeniero/a Agroindustrial                   |
| Arquitectura                                | Arquitecto/a                                 |

### Facultad de Ciencias de la Salud
La Facultad de Ciencias de la Salud es una unidad académica, que tiene como fin formar profesionales altamente calificados en las carreras de Terapia Física y Deportiva, Laboratorio Clínico e Histopatológico, Psicología Clínica, Enfermería, Odontología y Medicina.

Revista científica: Revista EUGENIO ESPEJO Facultad de Ciencias de la Salud. ISSN: 2661-6742.
Carreras: 6 carreras
Objetivo: Formar trabajadores de la salud
| CARRERA REDISEÑADA                    | TITULO QUE OFERTA                                     |
| ------------------------------------- | ----------------------------------------------------- |
| Medicina                              | Médico/a                                              |
| Enfermería                            | Licenciada/o en Enfermería                            |
| Odontología                           | Odontólogo/a                                          |
| Terapia Física y Deportiva            | Licenciada/o en Terapia Física y Deportiva            |
| Laboratorio Clínico e Histopatológico | Licenciada/o en Laboratorio Clínico e Histopatológico |
| Psicología Clínica                    | Psicólogo Clínico                                     |

### Facultad de Ciencias Políticas y Administrativas
La Facultad de Ciencias Políticas y Administrativas sustenta su trabajo en conocimientos científicos y tecnológicos, en la práctica de valores humanísticos, morales y culturales; de esta manera, aporta al progreso sustentable y sostenible de la sociedad y forma profesionales e investigadores en los campos jurídico, económico, contable, administrativo y de la comunicación social, con una sólida base científica, técnica, humanista y axiológica.

Revista científica: Revista de ciencias económicas, jurídicas y administrativas KAIRÓS. ISSN: 2631-2743.
Carreras: 6 carreras
Objetivo: Forman profesionales en Derecho, Comunicación y Ciencias Económicas y Administrativas.
| CARRERA REDISEÑADA         | TITULO QUE OFERTA                            |
| -------------------------- | -------------------------------------------- |
| Administración de Empresas | Licenciado/a en Administración de Empresas   |
| Comunicación               | Licenciado/a en Comunicación                 |
| Derecho                    | Abogado/a                                    |
| Economía                   | Economista                                   |
| Contabilidad y Auditoría   | Licenciado/a en Contabilidad y Auditoría CPA |
| Turismo                    | Licenciado/a en Turismo                      |

## Centros de Apoyo
Centro de Idiomas
Para graduarse en la UNACH, es necesario que el estudiante tenga el certificado de suficiencia en un idioma extranjero (aprobación de 6 niveles), expedido por el Centro de Idiomas.
Sin embargo, se ofrece a los estudiantes la posibilidad de rendir el examen de ubicación.
Centro de Cultura Física
Otra acción que debe realizar el estudiante cuando se matricula, es inscribirse en el Centro de Cultura Física, escogiendo una disciplina deportiva. Los deportes en los que puede inscribirse son: Atletismo, Baloncesto, Danza, Defensa Personal, Fútbol, Voleibol; y, Natación.

## Beneficios Estudiantiles
El Departamento de Bienestar Estudiantil y Universitario, es el organismo responsable de brindar un ambiente de respeto a los valores éticos, integridad física, psicológica y sexual de los estudiantes, docentes, servidores y trabajadores de la Institución; presta servicios de orientación vocacional y profesional, créditos educativos, becas, ayudas económicas, servicio médico-odontológico, entre otros.
Departamento Médico – Odontológico Es una dependencia conformada por un equipo multidisciplinario de profesionales en salud cuyo objetivo es proporcionar con calidad atención médica, odontológica, laboratorio clínico y de enfermería dirigido a estudiantes, docentes, servidores y trabajadores de la Institución.
Becas y ayudas económicas Una beca, es la subvención total o parcial otorgada por Universidad Nacional de Chimborazo a los estudiantes regulares que cursen sus estudios de grado en las carreras de la universidad. El monto económico mensual que se entrega, varía dependiendo del presupuesto anual y del número de beneficiarios de cada periodo académico. Se becan los mejores promedios por paralelo, de cada carrera. Al mejor promedio la asignación de beca total, al segundo mejor promedio una beca parcial.
Tipos de becas Resultados en participación en concursos académicos Resultados académicos y situación socioeconómica Culturales investigación Deportivas Discapacidades.
Seguro de vida y accidentes Todos los estudiantes matriculados en la UNACH reciben un seguro médico, frente a posibles accidentes e inclusive en casos de muerte, que constituye una ayuda económica y urgente que se entrega para los gastos que representan determinados hechos fortuitos.

## Autoridades
El Órgano Colegiado Superior, Consejo Universitario de la Universidad Nacional de Chimborazo está integrado por:
a) Rector.
b) Vicerrector Académico.
c) Vicerrector de Investigación, Vinculación y Postgrado.
d) Vicerrector Administrativo.
e) Un representante del personal académico por el número de facultades existentes.
f)  Decanos de las Facultades que componen la Universidad Nacional de Chimborazo.
g) La representación estudiantil.
h) La representación de los servidores y trabajadores.
El Órgano Colegiado Superior y de las Autoridades de la Universidad Nacional de Chimborazo está integrado por:
Son primeras autoridades de la institución:
a) Rector, primera autoridad ejecutiva.
b) Vicerrector Académico.
c) Vicerrector de Investigación, Vinculación y Posgrado.
d) Vicerrector Administrativo.
Son autoridades académicas, en el ámbito de Facultad:
a) Decano.
b) Subdecano.

### Rectorado[27]
Es la primera autoridad ejecutiva de la Institución, ejercerá la representación legal, judicial y extrajudicial; preside el Consejo Universitario de manera obligatoria y los organismos señalados por el presente Estatuto y los reglamentos. Desempeñará sus funciones a tiempo completo con dedicación exclusiva; durará cinco años en su cargo y podrá ser reelegido consecutivamente o no, por una sola vez.

### Vicerrectorado Académico[29]
Es la autoridad institucional de índole académica responsable del macroproceso de gestión de formación de grado.

### Vicerrectorado de Investigación, Vinculación y Posgrado[31]
Es la autoridad institucional de índole académica responsable del macroproceso de gestión de formación de grado. 

### Vicerrectorado Administrativo[33]
Es la autoridad institucional responsable del macroproceso de Gestión Administrativa, y los procesos y subprocesos que se deriven del mismo.